# Jacques Johan Mogendorff
Jacques Johan Mogendorff (Groenlo, 12 december 1898 – Wassenaar, 1 augustus 1961) was een Nederlands koopman. Hij wordt beschouwd als de uitvinder van het bordspel Stratego.

## Levensloop
Mogendorff werkte als vertegenwoordiger bij een internationaal bedrijf in huiden. Het Joodse gezin Mogendorff maakte deel uit van de Barneveldgroep, een groep met een speciale status die daardoor tot het einde van de Tweede Wereldoorlog een "beschermde" status had. Op 29 september 1943 werd Mogendorff met zijn vrouw en twee zonen naar kamp Westerbork gedeporteerd. Van daaruit werd het gezin met het laatste transport op 13 september 1944 gedeporteerd naar het concentratiekamp Bergen-Belsen. Op 13 april 1945 werden zij bij hun transport uit Bergen-Belsen in Farsleben bevrijd.

## Stratego
Stratego werd door Mogendorff waarschijnlijk tijdens de Tweede Wereldoorlog bedacht. De naam Stratego werd op 20 april 1942 geregistreerd als handelsmerk van het Nederlandse bedrijf Van Perlstein & Roeper Bosch N.V. (dat ook de eerste editie van Monopoly produceerde). Aangezien Mogendorff Joods was, kon het merk vanwege de Duitse bezetting niet op zijn naam geregistreerd worden. In 1946 gaf Mogendorff het spel in licentie aan de firma Smeets & Schippers. De figuren waren toen nog van karton, wat als nadeel had dat ze snel beschadigd en beduimeld raakten, waardoor ze tijdens het spelen al te herkennen waren. Dit was een belangrijke reden dat het spel aanvankelijk weinig succes had. Toen Mogendorff het spel in 1958 verkocht aan Hausemann & Hötte begon het grote succes. De stukken waren aanvankelijk donkerrood en donkerblauw gelakte houten blokjes, later werden ze van plastic vervaardigd.